# عنصر نخستین
یک عنصر نخستین (به انگلیسی: urelement یا ur-element) در نظریه مجموعه‌ها، نوعی شیء است که مجموعه نیست، ولی می‌تواند عنصر (عضو) یک مجموعه باشد. گاهی به عضو نخستین «اتم» یا «فرد» هم گفته می‌شود.
واژه urelement دارای یک پیشوند ur است، که در زبان آلمانی ur به معنی نخستین (به انگلیسی: primordial) است.

## نظریه
در نظریه مرتبه اول چندین روش متفاوت، ولی در اساس برابر، برای تعامل با عناصر نخستین وجود دارد.
یک روش آن است که در منطق مرتبه اول دو نوع داشته باشیم: مجموعه و عنصر نخستین، که در این حالت a ∈ b تنها وقتی تعریف می‌شود که b یک مجموعه باشد. در این حالت اگر U یک عنصر نخستین باشد، عبارت {\displaystyle X\in U} معنی ندارد، درحالیکه عبارت {\displaystyle U\in X} کاملاً صحیح است.
راه دیگر استفاده از نظریه یک نوعی است که در آن از رابطه یگانی برای تمایز مجموعه از عنصر نخستین استفاده می‌شود. به دلیل آنکه مجموعه‌های غیرتهی شامل اعضا هستند ولی عناصر نخستین عضو ندارند، از رابطه یگانی فقط برای تفکیک مجموعه تهی از عناصر نخستین استفاده می‌شود. توجه کنید که در این حالت، اصول گسترش‌پذیری تنها باید برای اعمال به اشیایی که عنصر نخستین نیستند به کار رود.
این وضعیت مشابه پردازش نظریه‌های مجموعه‌ها و کلاس‌ها است. در واقع عناصر نخستین در مفهومی دوگان کلاس سره هستند. عناصر نخستین «نمی‌توانند عضو داشته باشند»، درحالیکه کلاس‌های سره «نمی‌توانند عضو باشند». برای مجزا کردن این دو مفهوم از نظر رابطه عضویت، عنصر نخستین یک شیء حداقلی است، درحالیکه کلاس سره یک شیء حداکثری است (که، یقیناً، یک رابطه ترتیبی نیست، و این تشابه نباید در متون به کار رود).